# Xã Mooreton, Quận Richland, Bắc Dakota
Xã Mooreton (tiếng Anh: Mooreton Township) là một xã thuộc quận Richland, tiểu bang Bắc Dakota, Hoa Kỳ. Năm 2010, dân số của xã này là 117 người.